# Valentina Tikhomirova
Valentina Nikolaïevna Tikhomirova (en russe : Валентина Николаевна Тихомирова ; née le 28 juin 1941 à Makhatchkala) est une athlète représentant l'Union soviétique, spécialiste du pentathlon. 

## Biographie

### Palmarès
| Date | Compétition           | Lieu     | Résultat | Performance |
| ---- | --------------------- | -------- | -------- | ----------- |
| 1966 | Championnats d'Europe | Budapest | 1re      | 4 787 pts   |
| 1968 | Jeux olympiques       | Mexico   | 4e       | 4 927 pts   |
| 1969 | Championnats d'Europe | Athènes  | 4e       | 4 715 pts   |
| 1971 | Championnats d'Europe | Helsinki | 5e       | 4 986 pts   |
| 1972 | Jeux olympiques       | Munich   | 5e       | 4 597 pts   |